# Dan Harmon
Dan Harmon, né le 3 janvier 1973 à Milwaukee (Wisconsin), est un scénariste, producteur, réalisateur et acteur américain. Il est le créateur et producteur exécutif de la série comique Community sur NBC, ainsi que le co-créateur (avec Justin Roiland) de la série Rick et Morty sur Adult Swim ainsi qu'un des fondateurs (avec Rob Schrab) du réseau de télévision Channel 101 (en).
Il a co-créé le pilote de télévision Heat Vision and Jack avec Owen Wilson et Jack Black, et plusieurs spectacles pour Chanel 101, certains mettant en vedette Jack Black, Drew Carey et Sarah Silverman.
En juillet 2009, il remporte un Emmy Award pour l'écriture du numéro d'ouverture de Hugh Jackman pour les Oscars 2009.
Il déclare être porteur d'une forme légère de syndrome d'Asperger et l'avoir découvert tardivement en remarquant des similitudes entre son comportement et celui d'un personnage concerné qu'il devait interpréter.

## Polémique autour d'une inconduite sexuelle
Le 2 janvier 2018, Harmon a fait allusion à une inconduite sexuelle qu'il a commise. Megan Ganz (en), une scénariste qui a travaillé avec lui sur Community, s'est ensuite désignée comme la victime. En réponse à ses excuses et à sa volonté d'arranger les choses, Ganz a déclaré qu'elle appréciait le geste, mais n'était pas encore prête à lui pardonner.
Dan Harmon, après cet échange, s'est longuement excusé de son inconduite dans son podcast Harmontown, expliquant en détails les faits reprochés : il lui avait fait des avances et a été ensuite maltraitant vis-à-vis d'elle quand elle les a refusées. Ganz a fini par accepter les excuses de Harmon expliquant que c'était la bonne manière de faire et invitant ses abonnés sur Twitter à écouter le podcast,.

## Filmographie

### Scénariste
- 1996 : The Dead Alewives
- 1996 : Space Guy
- 1999 : Oblique
- 1999 : Heat Vision and Jack
- 2000 : A Shocking Pussy
- 2000 : A Shocking Pussy 2
- 2003 : Two Much!
- 2003-2004 : Computerman (7 épisodes)
- 2004 : Channel 101
- 2004 : Time Belt (1 épisode)
- 2004 : Call Me Cobra (2 épisodes)
- 2004-2005 : Laser Fart (10 épisodes)
- 2005 : The 'Bu (1 épisode)
- 2005 : The Most Extraordinary Space Investigations (6 épisodes)
- 2005-2014 : Channy Awards (9 épisodes)
- 2006 : Monster House
- 2006 : The Lynx
- 2006 : Monster House
- 2006 : MTV Video Music Awards 2006
- 2006 : Tenacious D: Time Fixers
- 2006-2007 : Exposure (3 épisodes)
- 2007 : Acceptable TV (20 épisodes)
- 2007 : ChooseYourOwnSelectAVision.TV (5 épisodes)
- 2007-2010 : The Sarah Silverman Program. (32 épisodes)
- 2008 : The Conversation
- 2008 : Conversation 2: The Talking
- 2008 : Googas
- 2008 : Tenacious D: The Complete Masterworks 2
- 2008-2009 : Water and Power (11 épisodes)
- 2009-2015 : Community (créateur, 110 épisodes)
- 2013- : Rick et Morty (créateur, 51 épisodes)

### Producteur
- 1999 : Heat Vision and Jack
- 2000 : A Shocking Pussy
- 2000 : A Shocking Pussy 2
- 2003-2004 : Computerman (7 épisodes)
- 2004 : Channel 101
- 2004 : Call Me Cobra (2 épisodes)
- 2004 : Football Town
- 2004-2005 : Laser Fart (7 épisodes)
- 2005 : The 'Bu (1 épisode)
- 2005 : The Most Extraordinary Space Investigations (6 épisodes)
- 2005-2014 : Channy Awards (9 épisodes)
- 2006 : The Lynx
- 2006 : Tenacious D: Time Fixers
- 2006-2007 : Exposure (3 épisodes)
- 2007 : Acceptable TV (20 épisodes)
- 2007 : ChooseYourOwnSelectAVision.TV (3 épisodes)
- 2008 : Googas
- 2008 : Tenacious D: The Complete Masterworks 2
- 2008-2009 : Water and Power (9 épisodes)
- 2009-2015 : Community (95 épisodes)
- 2013- : Rick et Morty (51 épisodes)
- 2015 : Anomalisa

### Réalisateur
- 2000 : A Shocking Pussy
- 2000 : A Shocking Pussy 2
- 2002 : Dan Harmon's Batman
- 2003-2004 : Computerman (6 épisodes)
- 2004 : Call Me Cobra (1 épisodes)
- 2004 : Laser Fart (1 épisodes)
- 2005 : The 'Bu (1 épisode)
- 2005 : The Most Extraordinary Space Investigations (6 épisodes)
- 2006 : Channy Awards (1 épisodes)
- 2006 : The Lynx
- 2006-2007 : Exposure (3 épisodes)
- 2007 : Acceptable TV (20 épisodes)
- 2007 : ChooseYourOwnSelectAVision.TV (4 épisodes)
- 2008 : The Conversation
- 2008 : Conversation 2: The Talking
- 2008 : Googas
- 2008 : Tenacious D: The Complete Masterworks 2
- 2008-2009 : Water and Power (11 épisodes)
- 2009 : Everything (1 épisode)